# Lipow Doł
Lipow Doł (mac. Криви Дол) – wieś w gminie miejskiej Sztip w środkowej Macedonii Północnej.

## Demografia
Według spisu ludności z 2002 we wsi Lipow Doł mieszkało 2 mieszkańców.

### Rasy i pochodzenie
Według wyżej wspomnianych danych we wsi Lipow Doł mieszkało 2 Macedończyków.